# Long Chữ
Long Chữ là một xã thuộc tỉnh Tây Ninh, Việt Nam.

## Địa lý
Xã Long Chữ cách trung tâm huyện 15 km về phía bắc theo tỉnh lộ 786, có vị trí địa lý:
- Phía đông giáp huyện Gò Dầu
- Phía tây giáp xã Long Phước và huyện Châu Thành
- Phía nam giáp xã Tiên Thuận và xã Long Giang
- Phía bắc giáp huyện Châu Thành.

Xã Long Chữ có diện tích 27,09 km², dân số năm 2019 là 5.677 người, mật độ dân số đạt 210 người/km².

## Hành chính
Xã Long Chữ được chia thành 12 ấp: Long Bình, Long Chẩn, Long Châu, Long Đại, Long Giao, Long Phú, Long Thạnh, Long Hòa, Long Hòa 2, Phước Đông, Phước Tây, Phước Trung.